# Aiulf I
Aiulf I (również Aione) (ur. ? – zm. 646) – książę Benewentu w latach 641–646 jako syn i następca Arechisa I.
Ponieważ był umysłowo niezrównoważony, więc jego przybrani bracia Radoald i Grimoald zostali regentami w jego imieniu. W 646 słowiańscy grabieżcy wylądowali niedaleko Siponto nad Morzem Adriatyckim. Aiulf osobiście poprowadził oddziały przeciw intruzom, lecz jego koń wpadł do dołu wykopanego przez Słowian wokół ich obozu i został osaczony i zabity. Jego następcą został jego brat Radoald.